# Гоббо, Джеймс
Джеймс Гоббо (англ. James Gobbo; 22 марта 1931, Карлтон, Виктория, Австралия — 7 ноября 2021) — австралийский юрист и политик, 25-й губернатор Виктории (1997—2000).

## Биография
Джеймс Гоббо родился 22 марта 1931 года в Карлтоне — городском районе Мельбурна. Его родители — Антонио Гоббо (Antonio Gobbo) и Реджина Гоббо, урождённая Тозетто (Regina Gobbo, née Tosetto), — были итальянскими иммигрантами, приехавшими в Австралию в 1927 году. В 1935 году их семья вернулась в Италию, но в 1938 году они окончательно переехали в Австралию.
В 1944—1948 годах Гоббо учился в мельбурнском Ксавье-колледже, а с 1949 года — в Ньюмен-колледже Мельбурнского университета. В 1951 году он получил стипендию Родса, которая дала ему возможность в 1952 году продолжить обучение в Магдален-колледже Оксфордского университета. В свободное от учёбы время Гоббо занимался греблей, был участником победных для Оксфорда 100-й и 101-й лодочных регат Оксфорд — Кембридж, состоявшихся в 1954 и 1955 годах. С 1955 года он был президентом Лодочного клуба Оксфордского университета.
Возвратившись в Австралию, с 1956 года Гоббо занимался юридической практикой, в течение многих лет работал барристером. В 1978 году он был назначен судьёй Верховного суда Виктории и занимал эту должность до 1994 года, получил статус королевского адвоката (Q.C.).
В 1995 году Гоббо был назначен вице-губернатором Виктории, а в 1997 году — губернатором Виктории, оказавшись первым обладателем этой должности, для кого английский язык не являлся родным. Гоббо проработал губернатором до конца 2000 года, в этот период премьерами Виктории были Джефф Кеннетт и Стив Бракс. Преемником Гоббо на посту губернатора стал Джон Лэнди, вступивший в должность 1 января 2001 года.
После ухода с поста губернатора Гоббо до июня 2006 года занимал должность специального уполномоченного правительства Виктории по связям с Италией. Он также продолжал работу в различных организациях — в частности, был председателем совета Национальной библиотеки Австралии и председателем Австралийского мультикультурного фонда (англ. Australian Multicultural Foundation).
Джеймс Гоббо скончался 7 ноября 2021 года.

## Награды
В декабре 1981 года Джеймс Гоббо получил звание рыцаря-бакалавра (K.B.). В январе 1993 года он стал компаньоном ордена Австралии (A.C.), а в 1997 году — рыцарем милосердия ордена Святого Иоанна (KStJ). В январе 2001 года он был награждён медалью Centenary Medal в честь столетия Австралийской Федерации.